# Landkreis Dieburg
Der Landkreis Dieburg war ein Landkreis im Volksstaat Hessen und im deutschen Bundesland Hessen. Er ging 1977 zusammen mit dem Landkreis Darmstadt im heutigen Landkreis Darmstadt-Dieburg auf.

## Nachbarkreise
Der Landkreis grenzte 1976, im Norden beginnend im Uhrzeigersinn, an den hessischen Landkreis Offenbach, den bayerischen Landkreis Aschaffenburg sowie an den Odenwaldkreis und den Landkreis Darmstadt (beide wiederum in Hessen).

## Geschichte
Der Landkreis Dieburg entstand am 1. November 1938 im Zuge einer Verwaltungsreform im Volksstaat Hessen aus dem Kreis Dieburg unter der Abgabe der Gemeinden Allertshofen, Brandau, Ernsthofen, Frankenhausen, Herchenrode, Hoxhohl, Lützelbach, Neunkirchen, Neutsch, Nieder-Modau, Ober-Modau, Rohrbach und Wembach an den Landkreis Darmstadt.
Der Landkreis umfasste zunächst 57 Gemeinden. Am 1. April 1952 wechselten die drei Gemeinden Asbach, Klein-Bieberau und Webern aus dem Landkreis Dieburg in den Landkreis Darmstadt. Die nunmehr 54 Gemeinden des Landkreises wurden im Rahmen der Gebietsreform in Hessen bis Ende 1976 auf 26 verringert. Die Gemeinden Brensbach und Fränkisch-Crumbach wurden am 1. August 1972 dem Odenwaldkreis zugeschlagen.
Am 1. Januar 1977 wurde der größte Teil des Landkreises Dieburg mit dem Landkreis Darmstadt zum Landkreis Darmstadt-Dieburg zusammengeschlossen. Der nördliche Teil des Landkreises mit den Gemeinden Nieder-Roden, Ober-Roden und Urberach kam zum Landkreis Offenbach. Gleichzeitig fanden zum 1. Januar 1977 noch weitere Eingemeindungen statt, sodass aus dem Altkreis Dieburg schließlich elf Gemeinden in den Landkreis Darmstadt-Dieburg eintraten.

### Einwohnerentwicklung
| Jahr | Einwohner |
| ---- | --------- |
| 1939 | 065.865   |
| 1950 | 089.964   |
| 1960 | 095.600   |
| 1970 | 128.400   |
| 1976 | 137.900   |

## Politik

### Landräte
- Hermann Schneider (1940er Jahre)
- Adolph Anton von Gemmingen (1945–1946), eingesetzt von der US-amerikanische Besatzungsmacht
- Franz Gruber (SPD) (1951–1957)
- Ludwig Pfeifer (SPD) (1958–1970)
- Heinrich Klein (SPD) (1970–1976)

### Wappen
Im April 1951 wurde dem Landkreis Dieburg durch das hessische Staatsministerium das Recht zur Führung eines Wappens verliehen.

## Gemeinden
Die folgende Tabelle enthält alle Gemeinden, die dem Landkreis Dieburg angehörten, sowie die Daten aller Eingemeindungen und Kreiswechsel:
| Gemeinde             | eingemeindet nach          | Datum der Eingemeindung |
| -------------------- | -------------------------- | ----------------------- |
| Altheim              | Münster                    | 31. Dezember 1971       |
| Asbach               | zum Landkreis Darmstadt    | 1. April 1952           |
| Babenhausen, Stadt   |                            |                         |
| Billings             | Fischbachtal               | 31. Dezember 1971       |
| Brensbach            | zum Odenwaldkreis          | 1. August 1972          |
| Dieburg, Stadt       |                            |                         |
| Dorndiel             | Groß-Umstadt               | 1. Januar 1977          |
| Eppertshausen        |                            |                         |
| Fischbachtal         | Gründung 31. Dezember 1971 |                         |
| Fränkisch-Crumbach   | zum Odenwaldkreis          | 1. August 1972          |
| Frau-Nauses          | Wiebelsbach                | 1. Januar 1961          |
| Georgenhausen        | Reinheim                   | 1. Januar 1977          |
| Groß-Bieberau, Stadt |                            |                         |
| Groß-Umstadt, Stadt  |                            |                         |
| Groß-Zimmern         |                            |                         |
| Gundernhausen        | Roßdorf                    | 1. Januar 1977          |
| Habitzheim           | Otzberg                    | 31. Dezember 1971       |
| Harpertshausen       | Babenhausen                | 31. Dezember 1971       |
| Harreshausen         | Babenhausen                | 31. Dezember 1971       |
| Hergershausen        | Babenhausen                | 1. Juli 1972            |
| Hering               | Otzberg                    | 31. Dezember 1971       |
| Heubach              | Groß-Umstadt               | 1. Januar 1977          |
| Kleestadt            | Groß-Umstadt               | 1. Januar 1977          |
| Klein-Bieberau       | zum Landkreis Darmstadt    | 1. April 1952           |
| Klein-Umstadt        | Groß-Umstadt               | 1. Januar 1977          |
| Klein-Zimmern        | Groß-Zimmern               | 1. Januar 1977          |
| Langstadt            | Babenhausen                | 31. Dezember 1971       |
| Lengfeld             | Otzberg                    | 31. Dezember 1971       |
| Lichtenberg          | Fischbachtal               | 31. Dezember 1971       |
| Meßbach              | Fischbachtal               | 31. Dezember 1971       |
| Messenhausen         | Ober-Roden                 | 1. März 1958            |
| Mosbach              | Schaafheim                 | 1. Januar 1977          |
| Münster              |                            |                         |
| Nieder-Klingen       | Otzberg                    | 31. Dezember 1971       |
| Niedernhausen        | Fischbachtal               | 31. Dezember 1971       |
| Nieder-Roden         | Rodgau, Lkr. Offenbach     | 1. Januar 1977          |
| Nonrod               | Fischbachtal               | 31. Dezember 1971       |
| Ober-Klingen         | Otzberg                    | 31. Dezember 1971       |
| Ober-Nauses          | Otzberg                    | 31. Dezember 1971       |
| Ober-Roden           | Rödermark, Lkr. Offenbach  | 1. Januar 1977          |
| Otzberg              | Gründung 31. Dezember 1971 |                         |
| Radheim              | Schaafheim                 | 1. Januar 1977          |
| Raibach              | Groß-Umstadt               | 1. April 1972           |
| Reinheim, Stadt      |                            |                         |
| Richen               | Groß-Umstadt               | 1. Januar 1977          |
| Rodau                | Groß-Bieberau              | 31. Dezember 1971       |
| Schaafheim           |                            |                         |
| Schlierbach          | Schaafheim                 | 31. Dezember 1971       |
| Schloß-Nauses        | Ober-Nauses                | 1. April 1954           |
| Semd                 | Groß-Umstadt               | 1. Januar 1977          |
| Sickenhofen          | Babenhausen                | 1. Januar 1977          |
| Spachbrücken         | Reinheim                   | 31. Dezember 1971       |
| Steinau              | Fischbachtal               | 31. Dezember 1971       |
| Ueberau              | Reinheim                   | 31. Dezember 1971       |
| Urberach             | Rödermark, Lkr. Offenbach  | 1. Januar 1977          |
| Webern               | zum Landkreis Darmstadt    | 1. April 1952           |
| Wersau               | Brensbach                  | 1. August 1972          |
| Wiebelsbach          | Groß-Umstadt               | 31. Dezember 1971       |
| Zeilhard             | Reinheim                   | 31. Dezember 1971       |

## Kfz-Kennzeichen
Am 1. Juli 1956 wurde dem Landkreis bei der Einführung der bis heute gültigen Kfz-Kennzeichen das Unterscheidungszeichen DI zugewiesen. Es wurde bis zum 31. Dezember 1976 ausgegeben. Seit dem 2. Januar 2013 ist es aufgrund der Kennzeichenliberalisierung im Landkreis Darmstadt-Dieburg erhältlich.